# آزمایش دیویسون گرمر

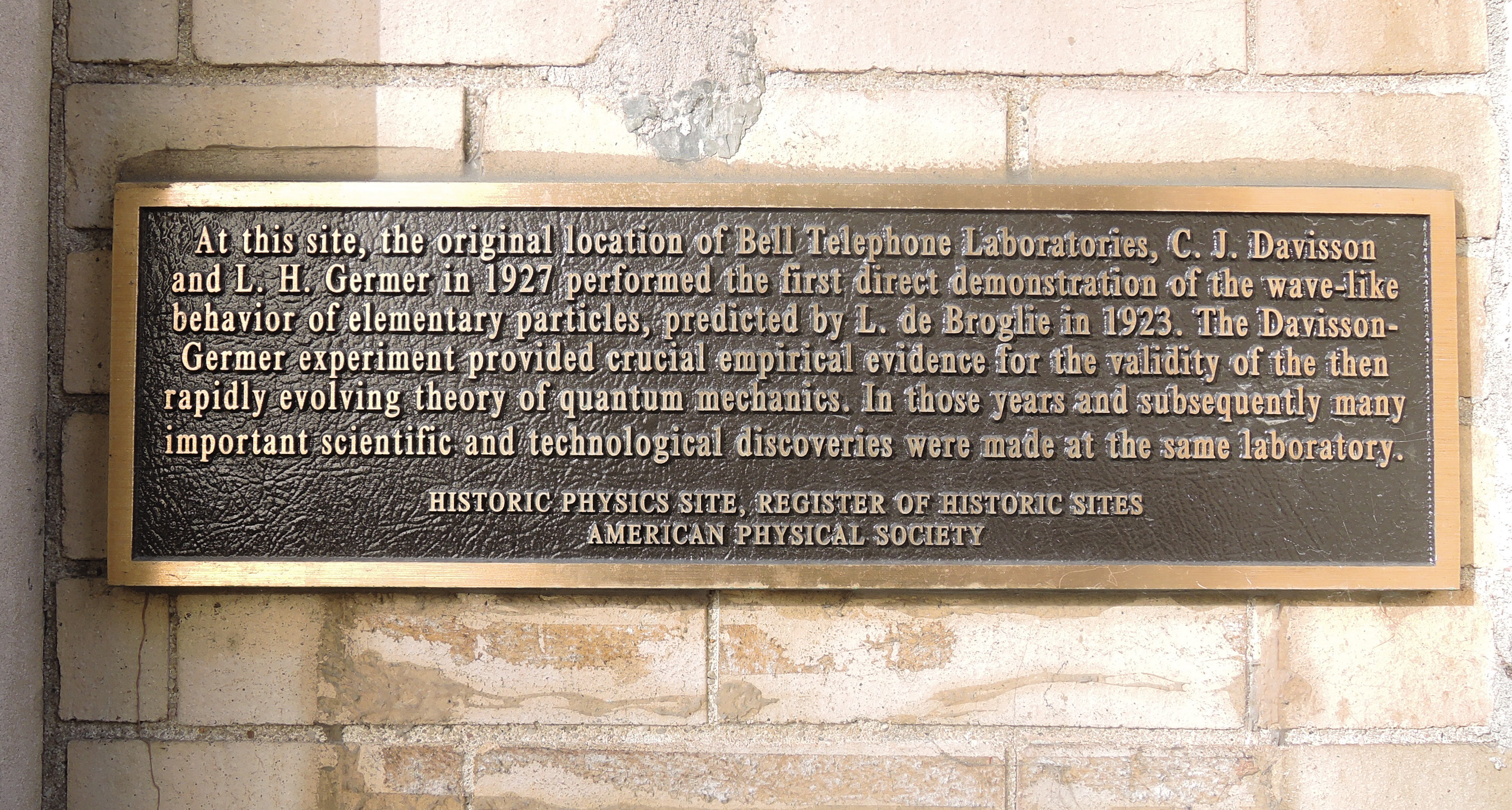
نگاره‌ای از پلاک یادبود انجمن فیزیک آمریکا در منهتن، به یاد این آزمایش - نوامبر ۲۰۱۳

آزمایش دیویسون گرمر یک آزمایش فیزیکی بود که توسط کلینتون دیویسون و لستر گرمر بین سال‌های ۱۹۲۳ تا ۱۹۲۷ در وسترن الکتریک (بعدها آزمایشگاه‌های بل) انجام شد و در آن الکترونها که توسط سطح یک کریستال فلز نیکل پراکنده بودند، الگوی پراکندگی را نشان دادند. این امر فرضیه دوگانگی موج-ذره را که توسط لویی دو بروی در سال ۱۹۲۴ ایجاد شده بود را تأیید کرد و نقطه عطفی در ایجاد مکانیک کوانتومی بود.

## تاریخچه
طبق گفته های معادلات ماکسول این معادلات در اواخر قرن 19 هست.تصور میشد که نور از مکان های خاص مغناطیس تشکیل شده است.و تصور میشد که ماده از ذرات موضعی تشکیل شده باشد. هرچند این موضوع در مقاله البرت انشتین 1905در مورد اثر فتو الکتریک به چالش کشیده شده است. که نور را به عنوان مقدار کمی از ازانرژی گسسته و بومی تعریف شده که اکنون فوتون نامیده میشود.که به اون جایزه نوبل فیزیک را در 1921 دادن. در سال 1921 لویس دبراگ پایان نامه خود را در مورد نظریه دوگانگی موج_مذهب را عرضه کرد. که این ایده را عرضه می دهد که تمام ماده دوگانگی ذرات موج فوتون هارا نشان می دهد. برخی به .... برای همه ماده و تابش به طور یکسان انرژی e ذرات مربوط به فرکانس موج مرتبط با v آن توسط رابطه پلانک بود.
E=hv
و اینکه حرکت ذرات p به طول موج آن مربوط می شود با انچه اکنون به عنوان رابطه ....شناخته شده است.